# Wyczerpać morze
Wyczerpać morze – powieść z gatunku fantastyki postapokaliptycznej autorstwa Jana Dobraczyńskiego, pisarza i publicysty katolickiego, wydana po raz pierwszy w 1961 roku. Pisarz, znany przede wszystkim z powieści historycznych i współczesnych głównie o tematyce religijnej, tym razem zmierzył się z powieścią fantastyczną, notabene, również o tematyce religijnej. Rozpatruje w niej problem przyszłości Kościoła Katolickiego po katastrofie nuklearnej.
Książka pełna jest głębokich przemyśleń, zarówno religijnych jak również filozoficznych. Historia zawarta w powieści jest okazją do stawiania trudnych i ciekawych pytań o naturę człowieka, o jego wybory i dążenia. Autor stawia również pytania o przyszłość cywilizacji i przyszłość Kościoła.

## Historia edycji i przekładów
Powieść została wydana w po raz pierwszy w 1961 roku nakładem Instytutu Wydawniczego „Pax”. Była wielokrotnie wznawiana, w latach 1962, 1968 , 1972 i 1980 prze "Pax", i w 1987 przez Krajową Agencję Wydawniczą. 
Powieść przetłumaczona została na j. czeski jako Přelévat moře (1971, 1994) i j. niemiecki jako Unendlich wie das Meer (1963).

## Zarys treści
W bliżej nieokreślonej przyszłości, na terenie północnej Sahary zostaje przeprowadzony eksperyment z nowym rodzajem broni jądrowej, którego skutki przekroczyły przewidywania naukowców. Wybuch jest tak silny, że niszczy również większą część Europy, w tym także państwo Watykan. W podziemiach watykańskich cudem udaje się przeżyć kilku dostojnikom Kościoła, lecz papież umiera na skutek odniesionych ran. Pozostali przy życiu duchowni muszą ewakuować się do obozu objętego kwarantanną (we Włoszech, w pobliżu Santa Maria del Sasso), który zakładają Afrykanie. I właśnie Afryka, w większości ocalała z katastrofy, staje się miejscem, ku któremu z nadzieją spoglądają ocaleni hierarchowie. Chcą założyć tam nowy Kościół i stworzyć nową ewangelizację.
W pierwszej wersji książki katastrofa okazuje się snem, z którego przebudza się opisujący wydarzenia dziennikarz; w późniejszej wersji autor usunął ten wątek.

## Odbiór i analiza
Andrzej Niewiadowski określa powieść owocem „przelotnego kontaktu z fantastyką” pisarza głównego nurtu, choć autor cenił ją wysoko, uznając za jedną z najbardziej wartościowych w swoim dorobku. Powieść została przetłumaczona na kilka języków i zyskała spory rozgłos również za granicą.
Antoni Smuszkiewicz ocenia, że fabuła powieści jest „punktem wyjścia do rozważań nad przyszłością Kościoła, nad utrwalonym przez tradycję systemem wartości współczesnego katolicyzmu”. Oprócz tego, krytyk dostrzega, że „pojawia się w niej również dalekie echo motywu moralnej wyższości ludów prymitywnych (...) nad społeczeństwem zepsutym przez zła cywilizację materialną”. 
Niewiadowski i Smuszkiewicz piszą, że powieść jest alegorią, a zarysowana sytuacja jest „jednym z ostrzejszych kryteriów sprawdzających wartość idei i organizacji katolickiej”. Autor w utworze „odsłania skostnienie, zbiurokratyzowanie wielu instytucji, a zwłaszcza bezradność Kościoła wobec tragicznego kataklizmu”. Krytycy przytaczają opinię, że jedna z głównych postaci utworu, dziennikarz Hearst, to portret znanego pisarza katolickiego Grahama Greene’a.
Mariusz Leś określa powieść jako „niemal typowy przykład podgatunku postapokaliptycznego” i ocenia, że jest „oczywistym kontrapunktem dla Kantyczki dla Leibowitza Waltera M. Millera”. Naukowiec konkluduje, że to „znakomita lektura i wnikliwe zgłębianie wartości charakterystycznych dla społeczeństw katolickich”.
Aleksandra Paluch zaklasyfikowała powieść do dystopii (negatywnych utopii). Badaczka analizuje podejście Afrykanów do Europejczyków przedstawione w tej powieści, zwracając uwagę, że jest ono ambiwalentne. Przedstawienie w powieści Afrykanie organizują we włoskiej wiosce obóz dla ocalałych Europejczyków i zapewniają im pomoc, ale podchodzą to Europejczyków z pragmatyczną rezerwą, a ich pomoc ma na celu przygotowanie się na przetrwanie podobnego kataklizmu, gdyby taki nawiedził Afrykę. Nie są zainteresowani odbudową Europy czy ewakuacją uchodźców do Afryki. Przedstawiona w powieści obojętność Afrykańczyków jest, według Paluch, odpowiedzią na dawny Europejski kolonializm. Paluch odnosi się także do tematu religii, pisząc, że fakt, że Afrykańczycy udzieli jakiejś pomocy Europejczykom jest efektem przeszczepienia pewnych elementów kultury - tu, religii chrześcijańskiej - z Europy do Afryki.
Według Bartosza Dąbrowskiego, powieść dotyczy przyszłości Kościoła i świata, i jest antyutopią krytyczną wobec współczesnej cywilizacji Zachodu; ostrzegającą przed upadkiem kultury, wartości i utratą wiary (odejściem od religii i Boga). W powieści zauważa krytykę konsumizmu, zwracając uwagę, że uchodźcy głownie koncentrują się na uczynieniu swego życia przyjemniejszym, ignorują lub akceptują swoje "ubóstwo duchowe", a ustrój zaprowadzony w obozie porównuje nawet to "miękkiego totalitaryzmu" (podobnego do tego z Nowego, wspaniałego świata lub Powrotu z gwiazd) mającego na celu uczynienie życia mieszkańców przyjemniejszym bez względu na długofalowe koszty. Zwraca też uwagę na dialog z kolonializmem, widoczny m.in. w krytyce mieszkańców Afryki skierowaną do uchodźców, w tym dostojników Kościoła, w której Afrykanie oskarżają białych o hipokryzję - promowanie wartości, których sami nie szanują. Według Dąbrowskiego, ukazani w powieści mieszkańcy Afryki są lepsi od europejskich uchodźców "wyższej cywilizacji" - "mają cnoty chrześcijańskie - poświęcenie, miłość bliźniego. Są też po prostu rozsądni, odpowiedzialni i potrafią przewidywać". Duchowni w obozie widzą w Afryce nadzieję na przyszłość; nowo wybrany w obozie papież przekazuje Pierścień Rybaka wysłannikowi, który ma oddać go wzorowemu kapłanowi w głębi Afryki. W wizji Dobraczyńskiego religię i tradycyjne wartości można uratować, ale potrzebna jest gruntowna reforma systemu, która w powieści przybiera wersję ekstremalną (zniszczenie Europy, w tym Watykanu i większości struktur Kościła); Dąbrowski zauważa, że powieść powstała wkrótce przed reformatorskim sobórem watykańskim II, i jest pewnym wykładem poglądów nie tylko autora, ale także środowiska związanego ze współczesnym „Paxem”.